# Ptolemaios (Zypern)
Ptolemaios (altgriechisch Πτολεμαῖος Ptolemaíos; † 58 v. Chr. auf Zypern) war von 80 bis 58 v. Chr. König von Zypern. Als die Insel 58 v. Chr. als römische Provinz eingezogen werden sollte, womit Ptolemaios seine Herrscherstellung verloren hätte, verübte er Selbstmord.

## Leben
Ptolemaios war ein jüngerer Sohn des Ptolemaios IX. Soter II. von Ägypten und damit ein Bruder des Ptolemaios XII. Auletes sowie ein Onkel der berühmten Kleopatra. Seine Mutter ist unbekannt, vielleicht eine Konkubine seines Vaters oder nach der Vermutung von Christ Bennett Kleopatra IV. Er und sein Bruder Ptolemaios XII. gehörten wohl zu jenen Enkeln Kleopatras III., die von dieser 103 v. Chr. zusammen mit dem Großteil ihrer Schätze auf Kos in Sicherheit gebracht wurden, ehe sie zur kriegerischen Auseinandersetzung mit ihrem von ihr aus Ägypten vertriebenen Sohn Ptolemaios IX. in Koilesyrien schritt. Zu Beginn seines ersten Kriegs mit dem Römischen Reich eroberte König Mithridates VI. von Pontos außer Anatolien 88 v. Chr. u. a. die Insel Kos, wobei er auch die Ptolemäerprinzen und den ptolemäischen Schatz in seine Gewalt brachte. Die Prinzen kamen dann an Mithridates’ Hof, wo sie erzogen wurden. Der pontische König soll auch zwei seiner Töchter, Nysa und Mithridatis, wohl Ende der 80er Jahre v. Chr. mit Ptolemaios bzw. dessen Bruder Ptolemaios XII. verlobt haben. Nach der Ermordung des Ptolemaios XI. Alexander II. 80 v. Chr. erhoben die Alexandriner Ptolemaios zum König von Zypern und gleichzeitig Ptolemaios XII. zum Regenten Ägyptens. Ptolemaios war der einzige Ptolemäer, der über Zypern rechtlich selbstständig und unabhängig von Ägypten herrschen konnte.
Als Publius Clodius Pulcher 67 v. Chr. in die Hand kilikischer Seeräuber fiel, bat er Ptolemaios ebenso wie andere römische Verbündete brieflich darum, einen Beitrag zu dem Lösegeld beizusteuern, das die Piraten für Clodius’ Freilassung forderten. Der König kam dem Ansinnen zwar nach, übersandte aber nur zwei Talente. Schließlich ließen die Seeräuber Clodius aus Angst vor Pompeius frei; Clodius sann aber seit dieser Zeit auf Rache an Ptolemaios.
Nachdem Clodius 58 v. Chr. Volkstribun geworden war, wurde auf seinen Antrag hin Marcus Porcius Cato Uticensis beauftragt, nach Zypern zu reisen, Ptolemaios wegen dessen angeblicher Unterstützung der Piraten abzusetzen und die Insel als römische Provinz zu annektieren. Dies war möglich, da Ptolemaios von Zypern im Gegensatz zu seinem Bruder Ptolemaios XII. noch nicht durch den Senat als König und römischer Bundesgenosse anerkannt worden war. Außerdem sollte Cato den Kronschatz des entmachteten Königs nach Rom schaffen lassen. Mit diesem Schachzug erreichte Clodius gleichzeitig, seinen Intimfeind Cato unter einem ehrenvollen äußeren Schein aus Rom zu entfernen. Unter Anspielung auf Catos Unbestechlichkeit höhnte der Volkstribun, mit der Annexion einer so reichen Insel wie Zypern könne nur ein so untadeliger Mann wie Cato betraut werden. Der Redner Cicero, der ebenfalls mit Clodius verfeindet war, kritisierte den von diesem initiierten, als unehrenhaft betrachteten Auftrag für Cato mehrmals scharf. Er nannte Ptolemaios einen mit Rom befreundeten König, dem nichts vorzuwerfen sei. Wahrscheinlich wollte Clodius mit der Einziehung von Ptolemaios’ Königsschatz auch jene Finanzmittel vermehren, die für die Erfüllung der Bedürfnisse der römischen Plebs aufzuwenden waren. Clodius dachte beispielsweise vielleicht an eine auf diese Weise finanzierte kostenlose Getreideverteilung, mit der er die Volksgunst zu erlangen hoffte.
Cato musste der ihm von Clodius übertragenen Aufgabe nachkommen und segelte in seiner Eigenschaft als Quästor zunächst nach Rhodos. Er schickte Canidius nach Zypern voraus, der Ptolemaios die Aufforderung überbrachte, sich nicht militärisch gegen seine Absetzung zu wehren. Dafür könne der König künftig die Position des Hohenpriesters der Aphrodite in deren Heiligtum in Paphos bekleiden. Ptolemaios zog es aber vor, seinem Leben ein Ende zu setzen, indem er sich vergiftete. Laut dem Kriegshistoriker Appian versenkte er zuvor einen Teil seines Geldes im Meer. Dennoch erzielte Cato durch die Veräußerung der ihm auf Zypern in die Hände gefallenen Schätze immer noch einen Verkaufserlös von knapp 7000 Talenten. Nur eine Statue des Zenon von Kition, die sich unter den von Ptolemaios erworbenen Kunstwerken fand, ließ Cato nicht versteigern. Mögliche Ehefrauen oder Kinder von Ptolemaios sind aufgrund der dürftigen Überlieferung nicht bekannt.